# (4348) Poulydamas
(4348) Poulydamas, désignation internationale (4348) Poulydamas, est un astéroïde troyen jovien.

## Description
(4348) Poulydamas est un astéroïde troyen jovien, camp troyen, c'est-à-dire situé au point de Lagrange L5 du système Soleil-Jupiter. Il présente une orbite caractérisée par un demi-grand axe de 5,240 UA, une excentricité de 0,098 et une inclinaison de 8,0° par rapport à l'écliptique.
Il est nommé en référence au personnage de la mythologie grecque Polydamas, acteur du conflit légendaire de la guerre de Troie.
Ne pas confondre avec (189310) Polydamas, qui fait cependant référence au même personnage.

## Compléments